# Black Star Riders
I Black Star Riders sono un gruppo hard rock statunitense nato dall'ultima formazione dei Thin Lizzy nel 2012. Il progetto nasce sotto l'intenzione dei membri di registrare nuovo materiale senza il nome storico. Mentre i Thin Lizzy continuano ad esibirsi occasionalmente, i Black Star Riders sono una band a tempo pieno, descritta come "il passo successivo nell'evoluzione della storia dei Thin Lizzy".
Il primo album del gruppo, All Hell Breaks Loose è stato pubblicato il 21 maggio 2013, mentre il successivo The Killer Instinct è stato distribuito il 20 febbraio 2015.

## Storia del gruppo
La band si forma con Scott Gorham e Damon Johnson alle chitarre, Ricky Warwick alla voce, Marco Mendoza al basso e Jimmy DeGrasso alla batteria. Gorham è l'unico membro superstite dei Thin Lizzy del periodo storico con il frontman e bassista Phil Lynott. Il nome Black Star Riders è stato scelto da Ricky Warwick, ispirato da quello di una gang di fuorilegge presente nel film Tombstone, e annunciato ufficialmente il 20 dicembre 2012.
La band registra l'album di debutto All Hell Breaks Loose con il produttore Kevin Shirley a Los Angeles durante il gennaio 2013. Il primo singolo Bound for Glory è stato presentato in anteprima durante un programma della BBC Radio 2 il 21 marzo. Successivamente la band parte in tour eseguendo brani provenienti dal nuovo album più vecchi pezzi dei Thin Lizzy. Il debutto ufficiale dal vivo avviene il 30 maggio 2013 a Milton Keynes.
Verso la fine del 2013 vengono annunciate le registrazioni di un nuovo album. Inizialmente il produttore doveva essere il cantante Joe Elliott dei Def Leppard, costretto tuttavia a rinunciare per causa di impegni con la band madre. Elliott viene rapidamente sostituito da Nick Raskulinecz, che registra insieme alla band a Nashville nel settembre 2014.
Il 30 maggio 2014 Marco Mendoza lascia i Black Star Riders per perseguire altri progetti musicali, venendo sostituito dal bassista Robbie Crane. Il 21 novembre dello stesso anno viene annunciata ufficialmente la pubblicazione del secondo album The Killer Instinct, anticipato dal singolo omonimo distribuito il 14 dicembre. L'anno successivo il gruppo parte in tour con Def Leppard e Whitesnake.
Nel gennaio 2016 Ricky Warwick rivela le intenzioni di pubblicare il terzo album per i primi mesi del 2017. Nel mese di agosto viene rivelato il titolo del terzo disco, Heavy Fire, cui segue l'annuncio di un nuovo tour britannico per la fine dell'anno. Il 17 novembre 2016 viene pubblicato un lyric video per il primo singolo estratto dall'album, When the Night Comes In.
Il 29 marzo 2017 Jimmy DeGrasso lascia la band di comune accordo con gli altri membri, venendo sostituito da Chad Szeliga, ex batterista di Breaking Benjamin e Black Label Society. Entro la fine del 2018 abbandona il gruppo anche Damon Johnson per dedicarsi alla carriera solista, lasciando il posto al chitarrista degli Stone Sour, Christian Martucci. Questi si unisce alla band nei primi mesi del 2019 per registrare il quarto album, Another State of Grace, pubblicato nel settembre dello stesso anno.

## Formazione

### Formazione attuale
- Ricky Warwick - voce, chitarra (2012–presente)
- Sam Wood - chitarra (2022-presente)
- Robbie Crane - basso  (2014-presente)
- Zak St. John - batteria (2021-presente)

### Ex componenti
- Scott Gorham - chitarra (2012-2021, 2022-23 (touring))
- Damon Johnson - chitarra (2012-2018)
- Jimmy DeGrasso - batteria (2012-2017, 2022-23 (touring))
- Marco Mendoza - basso (2012-2014)
- Chad Szeliga - batteria (2017-2021)
- Luke Morley - chitarra (2018-2019)
- Christian Martucci - chitarra solista e ritmica, cori (2019-2022)

## Discografia
Album in studio
- 2013 - All Hell Breaks Loose
- 2015 - The Killer Instinct
- 2017 - Heavy Fire
- 2019 - Another State of Grace

Singoli
- 2013 - Bound for Glory
- 2013 - Hey Judas
- 2013 - Kingdom of the Lost
- 2014 - The Killer Instinct
- 2015 - Finest Hour
- 2015 - Charlie I Gotta Go
- 2015 - Soldierstown
- 2016 - When the Night Comes In
- 2017 - Testify or Say Goodbye
- 2017 - Heavy Fire
- 2017 - Dancing with the Wrong Girl
- 2019 - Another State of Grace
- 2019 - Ain't the End of the World